# Jean-Christophe Maillard
 (juillet 2025).
Motif : Où sont les sources secondaires centrées ?
- Archive Wikiwix
- Bing
- Cairn
- DuckDuckGo
- E. Universalis
- Gallica
- Google
- G. Books
- G. News
- G. Scholar
- Persée
- Qwant
- (zh) Baidu
- (ru) Yandex
- (wd) trouver des œuvres sur Wikidata

| 1. | Préciser le motif de la pose du bandeau. | Précisez le motif de la pose du bandeau en utilisant la syntaxe suivante : {{admissibilité à vérifier\|date=juillet 2025\|motif=remplacez ce texte par le motif}}                             |
| 2. | Informer les utilisateurs concernés.     | Pensez à avertir le créateur de l'article, par exemple, en insérant le code ci-dessous sur sa page de discussion : {{subst:avertissement admissibilité à vérifier\|Jean-Christophe Maillard}} |

Jean-Christophe Maillard, né le 20 juillet 1954 à Fontainebleau et mort à Toulouse le 13 juillet 2015, est un flûtiste, sonneur de cornemuses et ethnomusicologue français,,.
Il contribue de manière significative à la connaissance et à l'étude de la musette de cour, instrument baroque français oublié depuis le XVIIIe siècle. Il en est aussi spécialiste reconnu et virtuose,,.

## Biographie
Jean-Christophe Maillard nait le 20 juillet 1954 dans une famille de musiciens. Il est le fils de Jean Maillard, médiéviste, musicologue et professeur de musique et de Francine Cabos également musicologue . À 12 ans, il débute la pratique de la flûte traversière auprès de Jean-François Blondeau. Au cours de vacances en Bretagne, il découvre le binioù kozh et le binioù braz avant de rejoindre le bagad du Cercle celtique de Fontainebleau ainsi que celui de Douarnenez.
Parallèlement à ses activités de flûtiste et de professeur d'Education Musicale en collège (notamment auprès des classes à horaire aménagés du collège Michelet de Toulouse), il se forme en ethnomusicologie auprès de Claudie Marcel-Dubois et en musicologie à l’université Paris-IV-La Sorbonne. Il entame des recherches sur la musette à partir des travaux de son père Jean Maillard. En 1976, il en fait le thème de sa maîtrise,. Événement déclencheur, il découvre un enregistrement de quelques pièces de Jacques Hotteterre réalisé en 1976 par Shelley Gruskin à la musette de cour. Il rencontrera ce dernier en 2001 à Boston.
Entretemps, ne disposant pas d’une musette jouable, il tente une approche infructueuse avec la petite cornemuse du Northumberland (Northumbrian smallpipe). En 1980, grâce à Olivier Cottet, facteur de hautbois, il acquiert une musette réalisée par Jean-Louis Épain.
L'année suivante, il fait ses débuts comme sonneur de musette de cour aux concerts du Musée national des Arts et Traditions Populaires et, par la suite, à France Culture avec William Christie au clavecin et Claude Flagel à la vielle. En 1983, il entame une série de concerts avec Philippe Herreweghe et la Chapelle Royale et avec Jean-Claude Malgoire, William Christie, Frans Brüggen et Marc Minkowski. En 1983, il enregistre chez Arion un premier disque où la musette tient la vedette. Il joue en duo avec Jean-Pierre Van Hees,. Il joue des musettes anciennes et des copies contemporaines du facteur de cornemuses Rémy Dubois,.
En 1987, sa thèse de doctorat en musicologie à l’université Paris-IV-Sorbonne porte sur le répertoire pastoral et populaire français baroque pour instruments à vent. En 1995, il devient maître de conférences à l’université de Toulouse-II-Le Mirail (Jean-Jaurès). Il enseigne la musette au Conservatoire à Rayonnement Régional de Toulouse, classe qu’il a lui-même initiée.
Il poursuit des activités de musicien baroque et traditionnel, jouant régulièrement en Europe, en Asie, au Maroc, aux États-Unis, et au Canada, tant comme soliste qu’au sein d’ensembles divers. Il joue également dans des groupes qu’il dirige lui-même et participe quelques fois à des expériences théâtrales (voir Collaborations musicales, Théâtre).
Il organise en mai 2012 à Toulouse, "Les Journées de la musette",.
Jean-Christophe décède inopinément à Toulouse le 13 juillet 2015, à l’âge de 60 ans,.

## Domaines de recherche
Ses collectages de musique bretonne l'amènent à collaborer à la rédaction d’un ouvrage sur la musique bretonne ainsi qu’à la revue Musique bretonne.
Il est l’initiateur de catalogues recensant les fonds des bibliothèques et lieux de conservation publics du patrimoine musical ancien en Midi-Pyrénées et en Aquitaine,.
Il traite divers sujets en ethnomusicologie.
Il aborde l’organologie et l’ethnomusicologie du répertoire français des XVIIe et XVIIIe siècles. Ses recherches portent notamment sur les instruments en bois tourné (hautbois, flûtes, cornemuses), sur les polyphonies improvisées et sur le répertoire religieux traditionnel des Pyrénées,

## Hommage
Un colloque international (La musette, un instrument de Cour, un instrument tout court) organisé par le CeRÉdI, Université de Rouen et parrainé par Les Musiciens de Saint-Julien et un de ses anciens élèves, François Lazarévitch, s’est tenu à Mont-Saint-Aignan en mai 2019 en hommage à Jean-Christophe Maillard et pour souligner son apport à la connaissance de cet instrument.

### Vie privée
Il est marié à Marie-Christine Fauré, architecte. Ils ont deux enfants, Constance et Gabriel[réf. nécessaire].

## Discographie
- Les plaisirs champêtres. Jean-Christophe Maillard. L'art de la musette de cour. Arion (ARN36 741) 1983 repris en CD : L’art de la cornemuse. Vol. 2: la musette de cour. Jean-Christophe Maillard. Arion (ARN 60378). 1997
- Michel Corrette. Musiques utiles aux Mélancholiques. Les festes galantes. Jecklin. (Disco 616-2). 1986
- Les fêtes galantes. Oeuvres pour musette. Auvidis Valois 1991. (V4625). (Repris sur Baroque festivities, disque 1. Naïve Trésors. 1996)
- Michel Corrette. Concerts et concertos comiques. Ensemble Stradivaria. (Adès Aria 205432). 1996
- Les menus plaisirs de Versailles. Centre de musique baroque de Versailles. (Auvidis Astrée 8628). 1997
- Boismortier. Ballets de village et Sérénade. Le concert spirituel. Hervé Niquet. (Naxos 8.553296). 1997
- Boismortier. Sérénades chez Marie Leczinska. Le concert spirituel. Hervé Niquet. (Naxos 8.554456-57). 1999
- L’orchestre de Louis XIII. Le concert des Nations. Jordi Savall. (Alta Vox AVO9824 02). 2002
- Jean et Jacques Hotteterre. La nopce champêtre. Ensemble « Le berger fortuné ». Jean-Christophe Maillard (musette), Robert Mandel (vielle), Pál Németh (flûte). (Hungaroton Classic 32334). 2005
- Philibert Delavigne. Les fleurs. Ensemble « Le berger fortuné ». Jean-Christophe Maillard (musette), Robert Mandel (vielle), Pál Németh (flûte). Hungaroton Classic (HCD32201). 2005.
- Musique d’Occitanie. Elegia (ASIN, B00A39KVNO). 2010
- L’orchestre de Louis XV. Jean-Philippe Rameau. Suites d’orchestre. Le concert des Nations. Jordi Savall. Alia Vox (AVSA9882A+B). 2011
- Les cornemuses d’Europe en Cornouaille. Keltia Musique (KMCD18). 2012
- Michel Corrette. Pièces pour la vielle ou musette, flûte et basse continue. Hungaroton Classic (HCD32102). 2014
- Noëls de Provence. Elegia (Eleorg 18062). 2018

### Enregistrement non distribué
- Concertos et suite pour musette et orchestre. JC Maillard. Ensembles baroques de Limoges (dir. Christophe Coin) et de Montauban Les Passions (dir. Jean-Marc Andrieu). Orchestre de chambre de Toulouse (dir. Gilles Colliard).

## Collaborations musicales
- Les Arts Florissants (William Christie)
- L’orchestre du XVIIIe siècle (Frans Brüggen)
- La Capella Reial (Jordi Savall)
- Les Musiciens du Louvre (Marc Minkowski)
- Le Concert Spirituel (Hervé Niquet)
- Stradivaria (Daniel Cuiller)
- Elyma (Gabriel Garrido)
- Le Concert d’Astrée (Emmanuelle Haïm)
- Orchestre de chambre de Toulouse (Gilles Colliard)
- Antiphona[29] (Rolandas Muleika)
- Les Passions[30] (Jean-Marc Andrieu)
- Ensemble baroque de Limoges (Christophe Coin)
- Centre des Musiques Traditionnelles en Rhône-Alpes[31] (Eric Montbel, Jean Blanchard)

### Théâtre
- Côté jardin (Vicente Pradal)
- La Péniche Opéra (Vicente Pradal)

### Autres participations scéniques
- Folk, World Music
- Ensembles Lo Jai[32],
- Moultaqa Salam